# Dan nerođenog djeteta
Dan nerođenog djeteta obilježava se svake godine 25. ožujka u spomen na Isusovo začeće s ciljem promoviranja vrijednosti ljudskog života od začeća.
Inicijativa za osnivanjem ovoga dana nastala je u Salvadoru 1993. godine, kada je obilježen Dan prava na rođenje. Izabran je 25. ožujka, jer se tada slavi Blagovijest, kršćanska svetkovina u spomen na događaj kada je Djevica Marija začela Isusa.  Dan 25. ožujka je 9 mjeseci prije Božića. Prva država koja je prihvatila obilježavanje ovoga dana je Argentina odlukom tadašnjeg predsjednika Carlosa Menema 1998. godine. To je podržao papa Ivan Pavao II. Sljedeće su bile: Nikaragva, Čile, Gvatemala, Kostarika, Dominikanska Republika, Peru i Brazil. U Europi se dan obilježava u Austriji, Slovačkoj i Španjolskoj. Od 2002. godine obilježava se i u SAD-u. Tamo je obilježavanje pokrenula udruga Kolumbovi vitezovi, a od 2004. obilježava se i na Filipinima. 
Na obilježavanju dana u Buenos Airesu 1999. nazočili su i predstavnici islamskih, pravoslavnih i židovskih zajednica.
Nastao je kao odgovor na riječi pape Ivana Pavla II. u enciklici Evangelium Vitae (objavljenoj 25. ožujka 1995.): „Predlažem (...) da se svake godine u svakoj zemlji obilježava Dan života (...) Potrebno se taj dan pripremiti i slaviti uz aktivno sudjelovanje svih članova mjesne Crkve. Njegova primarna svrha je poticanje kod pojedinaca, obitelji, u Crkvi i sekularnom društvu značenja i vrijednosti ljudskog života u svakom trenutku i svakom stanju. Posebno treba pokazati kolika su zla pobačaj i eutanazija, ali ne treba izostaviti druge trenutke i aspekte života, koji se moraju pažljivo razmotriti u kontekstu promjenjive povijesne situacije” (br. 85).
Ideja koju je postavio papa Ivan Pavao II. odnosi se na širok raspon problema vezanih za poštovanje svakoga života. Naglasio je da se mora uzeti u obzir „(...) Radost rođenja novoga života, poštovanje i zaštita pojedinačnoga ljudskoga postojanja, briga za one koji pate i potrebite, na blizinu starome čovjeku i umirućemu, u žalosti, nadi i želji za besmrtnosti”.
U odgovoru na molbu pape Ivana Pavla II., plenarni skup poljskih biskupa usvojio je rezoluciju 1998. godine, da se u Poljskoj uvede Dan svetosti života, koji će se slaviti 25. ožujka.
U Katoličkoj Crkvi, 25. ožujka slavi se Blagovijest ili Navještenje Gospodinovo, svetkovina u spomen na događaj, kada je arkanđeo Gabrijel navijestio Blaženoj Djevici Mariji da će začeti Isusa po Duhu Svetom.
Uz Dan svetosti života, u Poljskoj se dan prije 24. ožujka proslavlja Nacionalni dan života utemeljen odlukom poljskoga parlamenta Sejma.

## U SAD-u
U SAD-u, nacionalni Dan svetosti života dan slavi se svake treće nedjelje u siječnju. Ovaj običaj uveo je 1984. tadašnji predsjednik Ronald Reagan. To je dio priprema za Hod za život, koji se organizira 22. siječnja svake godine kao prosvjed protiv ozakonjenja pobačaja u Sjedinjenim Američkim Državama.
Predsjednik George W. Bush rekao je u prigodnom članku o svetosti života na dan 20. siječnja 2008. godine: „Tijekom proslave ovog festivala želimo zapamtiti da svaki život ima prirođeno dostojanstvo i neusporedivu vrijednost”.
Predsjednik Donald Trump prvi je američki predsjednik koji je priznao žrtve pobačaja i izdao proglas „koji bi trebao aktivirati ljude da stanu na kraj ozračju koji prodaje pobačaj kao izlaz”. Prvi je predsjednik koji je govorom podržao tradicijski Hod za život putem videoveze i najavio „politiku u svjetlu kulture života, a ne smrti”.

## Vanjske poveznice
- Day of The Unborn Child